# Maurice Glaize
Maurice Glaize (Parigi, 26 dicembre 1886 – La Rochelle, 17 luglio 1964) è stato un architetto e archeologo francese, sovrintendente di Angkor.

## Il corso di studi, il matrimonio, la guerra e le prime esperienze professionali
Nato in una famiglia con forti componenti artistiche (suo padre era un architetto e il nonno il pittore Auguste-Barthélemy Glaize), frequentò la École nationale supérieure des beaux-arts, come allievo dell'architetto Henri Deglane. Nel 1913 si candidò per un posto all'École française d'Extrême-Orient (EFEO), ma si classificò secondo dietro Georges Demasur. Finiti gli studi, il 31 gennaio 1914 si unì in matrimonio a Louise Carlier, che gli darà quattro figli e lo seguirà fedelmente nelle sue peregrinazioni lavorative. Durante la prima guerra mondiale prestò servizio come osservatore sugli aerostati. A guerra finita, l'11 giugno 1919 ottenne la qualifica di architetto dplg, che gli avrebbe permesso di esercitare la libera professione.
Visse a Parigi diversi anni, lavorando perlopiù come libero professionista, senza che il suo interesse verso l'Indocina venisse meno. Grazie a suo cugino, l'aviatore François Glaize, fu assunto a contratto dal Crédit foncier et de l'Union immobilière d'Indochine e lavorò prima come architetto e direttore d'agenzia a Phnom Penh dal 1928 al 1930 (partecipando alla costruzione del Palazzo Reale), quindi come architetto capo a Saigon dal 1931 al 1934.

## Sovrintendente di Angkor
Il suo contratto di lavoro non venne rinnovato alla fine del 1934, a causa della crisi economica che aveva colpito anche l'industria edilizia. Durante il periodo di congedo in Francia, venuto a conoscenza della tragica morte di Georges Alexandre Trouvé, si candidò alla posizione vacante. La candidatura fu formalmente accettata e, dopo un contratto temporaneo con il Crédit foncier de l'Ouest africain a Dakar, si imbarcò da Marsiglia con sua moglie e due figli piccoli alla volta di Saigon il 2 ottobre 1936. Fu nominato membro permanente dell'EFEO il 1º dicembre 1936 e "Sovrintendente di Angkor" l'anno successivo.
Le condizioni economiche che accettò inizialmente non erano per nulla adeguate alle sue qualifiche professionali ed alle necessità familiari, per giunta incontrò diverse difficoltà con la burocratica amministrazione coloniale. Oltre a questo, fu solo dopo alcuni anni che i fondi destinati ai restauri raggiunsero una certa rilevanza, grazie al governatore generale Catroux.

## Lavoro sul campo
Malgrado la relativa esiguità delle risorse economiche disponibili, il suo lavoro fu davvero impressionante e riguardò parecchi monumenti e complessi, localizzati non solo ad Angkor. In alcuni casi, e soprattutto nei primi anni, l'intervento fu limitato a lavori di scavo e consolidamento, come ad esempio per il Mebon orientale (1937-1939), Phnom Krom (1938) e Phnom Bok (1939). Su altre costruzioni compì interventi di ricostruzione parziale utilizzando il metodo dell'anastilosi: Neak Pean (1938-1939), Preah Khan, Bayon e il portale Nord di Angkor Thom (tra il 1939 e il 1946). Infine in determinati casi optò per interventi assai profondi e su larga scala, come per il Preah Palilay (1938-1938), il Bakong (1936-1944), Banteay Samré (1936-1946) e il Mebon Occidentale (1943-1944). L'ampiezza del suo lavoro portò George Coedès ad affermare che il nome di Maurice Glaize rimarrà per sempre legato alla resurrezione della capitale Khmer di Angkor.
Fu anche l'autore di notevoli ritrovamenti, quali sculture e steli di fondazione (p.e. L'importante stele del Preah Khan), e di lavori di analisi critica delle metodologie di restauro dei monumenti khmer (vedi Glaize, 1941 e 1946). Nel 1944 fu il terzo sovrintendente (dopo Henri Parmentier ed Henri Marchal) a dare alle stampe una guida di Angkor, intitolata Les Monuments du groupe d'Angkor, che costituisce ancor oggi un testo di riferimento per i visitatori del sito ed è liberamente disponibile in inglese su www.theangkorguide.com.

## Ultimi anni
Nel 1946 la maggioranza degli studiosi francesi lasciò l'Indocina, in quanto le condizioni politiche non permettevano una permanenza sicura. Terminato il periodo di congedo prolungato che aveva richiesto, Maurice Glaize rinunciò a ritornare in Cambogia e si stabilì a La Rochelle, dove partecipò ai lavori di restauro della città. Dopo aver sofferto a lungo di problemi di salute, morì il 17 luglio 1964, colpito nel sonno da emorragia cerebrale.

## L'eredità di Maurice Glaize
Dopo Henri Marchal, che introdusse l'anastilosi ad Angkor, Maurice Glaize ebbe la capacità di applicare con successo tale metodo in ragione delle risorse disponibili, del valore e delle condizioni strutturali di ogni edificio. Il suo lavoro portò ad una miglior comprensione del ruolo delle rappresentazioni architettoniche nella civiltà Khmer (Neak Pean, Mebon occidentale). Nella sua opera come sovrintendente, i lavori di restauro e la ricerca architettonica si nutrono reciprocamente, e questo fu un principio della massima importanza nell'opera successiva dell'EFEO in Cambogia.

## Opere principali (in francese)
- 1940 - Essai sur la connaissance de Nâk Pân après anastylose on persee.fr, Le gopura de Práh Pàlilai on persee.fr, Le dégagement du Phnom Krom, précédé de quelques remarques sur les fondations de Yaçovarman on persee.fr, BEFEO 40/2, pp. 351–362, pp. 363–370, pp. 371–383
- 1941 - L'anastylose, méthode de reconstruction des monuments anciens, son application à l'art khmer, Cahiers de l'EFEO, 29, pp. 25–32
- 1944 - À Angkor. Fouilles et Trouvailles à Bakong, Indochine (Hanoi), 187, pp. 18–19
- 1944 - Les monuments du groupe d'Angkor, A. Portail (Paris), (seconda ed.1948, terza ed.1963, quarta ed.1993)